# Guy Mazeline

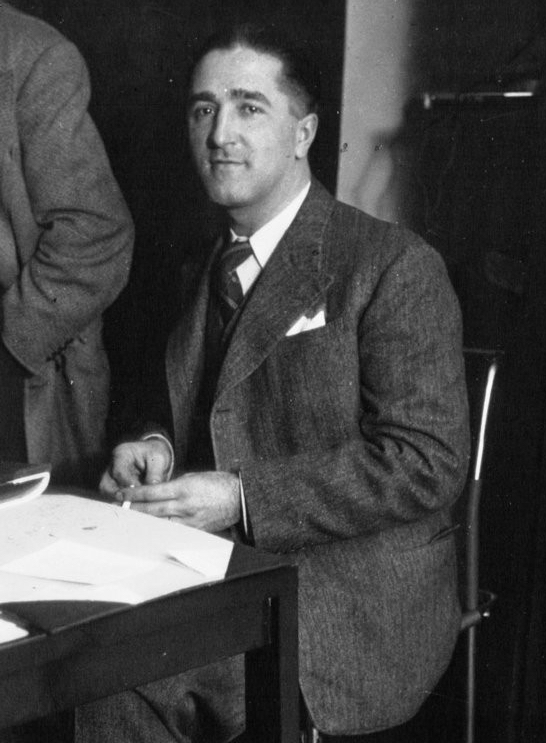
Guy Mazeline

Guy Marius Paul Mazeline (* 12. April 1900 in Le Havre; † 25. Mai 1996 in Boulogne-Billancourt) war ein französischer Schriftsteller. 1932 erhielt er den  Prix Goncourt für seinen Roman Les Loups.
Mazeline wuchs teilweise auf den Antillen auf und ging 1907 bis 1915 in Le Havre zur Schule. Danach schloss er sich wieder seinen Eltern an, die auf den Seychellen lebten, bevor er die Schule für Hydrographie in Le Havre besuchte. Im Ersten Weltkrieg meldete er sich zur Kriegsmarine und war auf einem Minensucher im Mittelmeer. 1922 wurde er Journalist und schrieb für den Petit Marsellais in Marseille und berichtete über den Hafen und über Sport. 1927 ging er nach Paris, wo er für L'Intransigeant über Justizfälle schrieb. Im selben Jahr erschien sein erster Roman. 
Sein Roman Les Loups, der die Geschichte einer reichen normannischen Industriellenfamilie Ende des 19. Jahrhunderts erzählt, setzte sich beim Prix Goncourt überraschend gegen Voyage au bout de la nuit von Louis-Ferdinand Céline durch. Celine war bis kurz vor der Preisvergabe der Favorit (und erhielt kurz darauf den Prix Renaudot), unterstützt von Léon Daudet. Während Celine aber bei dem Verlag Denoël erschien, war der Verleger von Mazeline der bekannte Verlag Gallimard, was den Ausschlag gab. Mazeline gewann mit 6 zu 3 Stimmen, was auch von vielen Beobachtern als Skandal gesehen wurde. Er war damals in literarischen Kreisen aber noch völlig unbekannt, während Mazeline schon ein etablierter Autor bei Gallimard war. Während aber Celine heute ein bekannter Schriftsteller ist, geriet Mazeline in Vergessenheit.

## Werke
- Piège du démon, 1927
- Porte close, 1928
- Un royaume près de la mer, 1931
- Les Loups, 1932
- Le Capitaine Durban, 1934
- Le Délire, 1935
- Les Îles du matin, 1936
- Bêtafeu, 1937
- Le Panier flottant, 1938
- Scènes de la vie hitlérienne, 1938
- Pied d'alouette, 1941
- La Femme donnée en gages, 1943
- Tony l'accordeur, 1943
- Un dernier coup de griffe, 1944
- Le Souffle de l'été, 1946
- Valfort, 1951
- Chrétienne compagnie, 1958
- Un amour d'Italie, 1967